# 徐兰沅

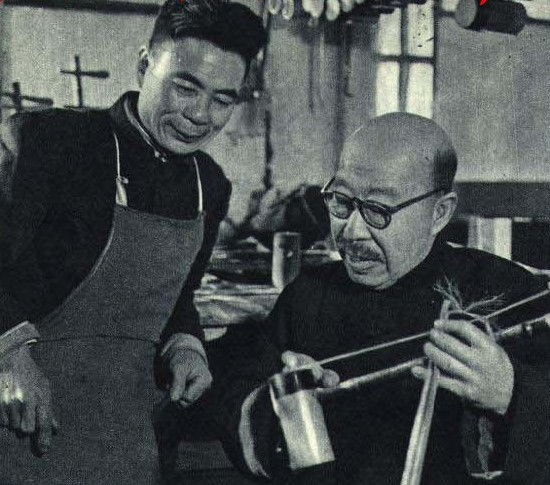
1962年 名族乐器厂徐兰沅（右）与工人研究京胡

徐蘭沅（1892年—1977年1月8日），生於北京，祖籍江蘇蘇州，中国京劇琴師。

## 生平
徐兰沅曾任譚鑫培等藝員的琴師，從1921年起給梅蘭芳操琴（以京劇胡琴；京胡為演員伴奏唱腔），曾隨梅到英屬香港（1921年）、美國（1929年到1930年間）和蘇聯（1935年）訪問演出。
他為梅蘭芳編寫了許多新唱腔，梅有許多京劇唱片是他的京胡，王少卿的京二胡（京劇二胡），何斌奎的鼓。
他的京劇胡琴（京胡）學生很多，比如杜奎三、李慕良、任莘壽、熊承旭、唐在炘，關門弟子蔡嘉薪(蔡俊)等人，培養了許多京劇音樂人才，李慕良的操琴作品和京劇音樂設計作品頗有影響。
晚年擔任許多新編現代京劇（京劇現代戲）的音樂指導，代表作有現代京劇箭桿河邊（1963年）、1964年版現代京劇《杜鵑山》、京劇現代戲《地下聯絡員》（後來的《蘆蕩火種》，樣板戲《沙家浜》的前身）等。
1977年在北京去世。